# Cerithium amirantium
Cerithium amirantium is een slakkensoort uit de familie van de Cerithiidae. De wetenschappelijke naam van de soort is voor het eerst geldig gepubliceerd in 1884 door Smith.